# Puerta de Toledo (stacja metra)
Puerta de Toledo – stacja metra w Madrycie, na linii 5. Znajduje się na granicy dzielnic Centro i Arganzuela, w Madrycie i zlokalizowana jest pomiędzy stacjami La Latina i Acacias. Została otwarta 6 czerwca 1968.